# Le Monde d'Apu
Série Trilogie d'Apu
L'Invaincu
(1957)
Pour plus de détails, voir Fiche technique et Distribution.
Le Monde d'Apu (bengali: অপুর সংসার Opur Shôngshar), ou Apur Sansar, est un film indien réalisé en 1959. C'est le troisième et dernier volet de la célèbre trilogie d'Apu de Satyajit Ray, qui raconte l'histoire d'un garçon bengali du début du XXe siècle. Le Monde d'Apu est centré sur la vie adulte d'Apu, et fait découvrir les acteurs Soumitra Chatterjee et Sharmila Tagore, qui joueront dans de nombreux films ultérieurs de Ray. Le film est tiré du roman Aparajito de Bibhutibhushan Bandopadhyay.

## Synopsis
Une bonne partie de l'histoire se déroule à Calcutta (désormais Kolkata). Apu (interprété par Soumitra Chatterjee) est un diplômé au chômage qui vit dans une chambre de location à Calcutta. Il travaille sur un roman autobiographique dans l'espoir d'être publié un jour. Il rencontre un jour son vieil ami Pulu, qui le convainc de l'accompagner à son village pour assister au mariage d'une cousine appelée Aparna (jouée par Sharmila Tagore, âgée de 14 ans). 
Le jour du mariage, il s'avère que le marié souffre de sérieux désordres mentaux. La mère de la mariée annule le mariage, malgré les protestations du père : lui et les autres villageois sont convaincus que la jeune promise doit se marier le jour convenu. Autrement elle restera célibataire toute sa vie. Apu, après avoir d'abord refusé la demande de quelques villageois, finit par se ranger au conseil de Pulu et  vient à l'aide de la mariée en acceptant de l'épouser.
Il retourne à son appartement de Calcutta avec Aparna après la noce. Il trouve un travail d'employé et une relation amoureuse commence à éclore entre les deux jeunes mariés. Mais le temps du bonheur du jeune couple est brutalement interrompu quand Aparna meurt en couches en donnant naissance à leur fils Kajal. Apu est terrassé par la douleur et tient l'enfant pour responsable de la mort de son épouse.
Il fuit ses responsabilités et devient un reclus, tandis que l'enfant est laissé à ses grands-parents maternels. Pulu découvre Kajal grandissant sans affection et livré à lui-même, et en informe une dernière fois Apu. Finalement Apu décide de revenir à la réalité et rejoint son fils. Ils retournent ensemble à Calcutta pour redémarrer une nouvelle vie.

## Fiche technique
- Titre original :Apur Sansar
- Titre français : Le Monde d'Apu
- Réalisation : Satyajit Ray
- Scénario : Satyajit Ray, Bibhutibhushan Bandopadhyay (histoire originale)
- Production : Satyajit Ray
- Musique : Ravi Shankar
- Photographie : Subrata Mitra
- Montage : Dulal Dutta
- Décors : Bansi Chandragupta
- Pays d'origine :  Inde
- Langue originale : bengali
- Format : noir et blanc — 35 mm — longueur film : 2 957,4 m — son mono
- Durée : 105 minutes
- Budget : 16 000 USD
- Dates de sortie :
  - Inde : 1er mai 1959
  - France : 30 septembre 2003 (DVD) ; 9 décembre 2015 (en salles)

## Distribution
- Soumitra Chatterjee : Apurba « Apu » Ray
- Sharmila Tagore : Aparna, l'épouse d'Apu
- Alok Chakravarty : Kajal, le fils d'Apu et Aparna
- Swapan Mukherjee : Pulu, ami d'Apu et cousin d'Aparna
- Dhiresh Majumdar : Shashinarayan, le père d'Aparna
- Sefalika Devi : la mère d'Aparna
- Abhijit Chatterjee : le frère d'Aparna
- Belarani Devi : le voisin d'Apu
- Dhiren Ghosh : le propriétaire de la chambre de location
- Shanti Bhattacherjee : le collègue de bureau

## Distinctions
- Sutherland Trophy au 2e Festival du film de Londres en 1959
- Best Foreign Language Film au National Board of Review en 1960
- nommé au BAFTA Awards pour le BAFTA du meilleur film en 1962

### Presse
- Jean d'Yvoire, « Le Monde d'Apu », Téléciné no 113-114, Fédération des Loisirs et Culture cinématographique (FLECC), Paris, décembre 1963- janvier 1964  (ISSN 0049-3287).